# توماس باک رید
توماس باک رید (به انگلیسی: Thomas Buck Reed) سناتور سابق عضو حزب دموکرات ایالات متحده آمریکا بود. وی در سال ۱۸۲۶ تا ۱۸۲۷ و ۱۸۲۹ میلادی سناتور ایالت میسیسیپی در سنای ایالات متحده آمریکا بود.